# M. Vera Peters
Mildred Vera Peters, OC (* 28. April 1911 in Rexdale, Ontario, Kanada; † 1. Oktober 1993 in Toronto, Kanada) war eine kanadische Medizinerin und Hochschullehrerin. Sie war emeritierte Professorin an der University of Toronto und zeigte, dass viele Patienten im Frühstadium des Hodgkin-Lymphoms, die damals als unheilbar galt, durch die Verabreichung einer hohen Strahlendosis geheilt werden könnten.

## Leben und Werk
Peters war eines von sieben Kindern von Charles und Rebecca Mair und wuchs auf einer kleinen Farm in Rexdale auf. Sie schloss mit 16 Jahren die High School ab und war für ein Medizinstudium zu jung. Daher studierte sie Mathematik und Physik an der University of Toronto und wechselte im nächsten Jahr an die Medizinische Fakultät. Als sie zur Finanzierung ihres Studiums als Kellnerin auf einem Touristenschiff arbeitete, lernte sie ihren zukünftigen Ehemann Kenneth Lobb kennen, den sie 1937 heiratete und mit dem sie zwei Kinder bekam.

## Klinische Forschung zum Hodgkin-Lymphom
Nach ihrem Abschluss 1934 als eine von zehn Frauen von 115 Studenten arbeitete sie zwei Jahre als Assistenzärztin für Chirurgie am St. John’s Hospital in Toronto. Hier studierte sie chirurgische Anatomie und diagnostizierte Krebsfälle.
Während ihrer Ausbildung lernte sie Gordon Richards kennen, Direktor der Abteilung für Radiologie am Toronto General Hospital. Sie entwickelte ein Interesse an der Hodgkin-Lymphom und Brustkrebs. In den 1930er Jahren gab es keine formelle Ausbildung oder Zertifizierung für Radioonkologie und sie wurde in diesem Fachgebiet bei Richards ausgebildet. Sie begann ihre Zusammenarbeit mit ihm als Praktikantin am Ontario Radiotherapy Institute des Toronto General Hospital und wurde 1937 Mitglied seiner Abteilung.
Damals galt das Hodgkin-Lymphom als unheilbar. In den 1940er Jahren bemerkten Richards und einige andere Strahlenspezialisten wie René Gilbert aus Genf in der Schweiz jedoch, dass es einige Patienten mit Hodgkin-Lymphom gab, die nach einer Strahlentherapie keinen Rückfall erlitten, und glaubten, dass Strahlung heilend wirken könnte. Richards schlug Peters 1947 vor, die Aufzeichnungen zuvor behandelter Patienten zu untersuchen, um festzustellen, wie viele Langzeitüberlebende es gab. Nachdem Peters 247 Lymphompatienten gesammelt hatte, präsentierte sie zwei Jahre später ihre Studie mit den Patienten, die in den letzten 20 Jahren behandelt wurden.
1950 veröffentlichte Peters ihre Forschungen über die Arbeit von Richards und zeigte, dass eine hochdosierte Strahlentherapie das Hodgkin-Lymphom heilen könnte. Obwohl diese Veröffentlichung in der medizinischen Fachwelt wenig Resonanz fand, stieß die zweite Veröffentlichung aus dem Jahr 1956 auf größeres Interesse. Krebszentren überprüften ihre Behandlung des Hodgkin-Lymphoms durch eine Erhöhung der Strahlendosis. Viele Ärzte begannen auf der Grundlage dieser Studien ihre eigenen Beobachtungen. Peters konnte anhand der erhöhten Anzahl beobachteter Fälle Krankheitsmuster definieren. Dank dieser Studien liegt die Heilungsrate des Hodgkin-Lymphoms heute bei über 90 Prozent.

## Klinische Forschung zur Behandlung von Brustkrebs
In der ersten Hälfte des 20. Jahrhunderts war die Mastektomie die Standardbehandlung bei Brustkrebs im Frühstadium. Peters arbeitete mit Radioonkologen des Toronto General Hospital zusammen und zeigte, dass eine radikale Operation nicht die einzige Option war. Sie untersuchte ihre achttausend Brustkrebsfälle von 1935 bis in die späten 1950er Jahre und zeigte die Wirksamkeit von Lumpektomie und Bestrahlung bei Brustkrebs, wodurch Millionen von Frauen vor Narben und den damit verbundenen emotionalen Traumata bewahrt wurden.
Von 1958 bis zu ihrer Pensionierung im Jahr 1976 arbeitete Peters am Princess Margaret Hospital, wo ihre Forschung in Bezug auf die Behandlung von Brustkrebs im Frühstadium bewies, dass eine brusterhaltende Operation (Lumpektomie) mit anschließender Bestrahlung ebenso wirksam ist wie eine radikale Mastektomie. Obwohl ihre Ergebnisse sowohl bei dem Hodgkin-Lymphom als auch bei Brustkrebs zunächst auf Skepsis stießen, wurden sie zur gängigen Praxis.
Der Ansatz von Peters war innovativ für die Zeit, als eine Operation die einzige Option für Krebspatientinnen war. Peters glaubte, dass das emotionale Trauma, das auf eine Operation, insbesondere eine Mastektomie, folgte, die Patientinnen schwächte. Sie plädierte für möglichst wenig Eingriffe, um heilende Ergebnisse zu erzielen.
Sie ging 1976 im Alter von 65 Jahren am Princess Margaret Hospital in den Ruhestand und arbeitete danach bis 1988 als Onkologin am Oakville Trafalgar Memorial Hospital. Die letzten drei Monate ihres Lebens verbrachte sie als Patientin im Princess Margaret Hospital, wo sie am 1993 im Alter von 82 Jahren an metastasiertem Krebs starb.
Der kanadische Dramatiker und Radioonkologe Charles Hayter schrieb 2014 ein Theaterstück mit dem Titel Radical, in dem das Leben und Werk von Vera Peters vorgestellt wird.

## Ehrungen
- ihr zu Ehren wurde die Peters-Boyd-Akademie der medizinischen Fakultät der Universität Toronto benannt
- 1977: Antoine-Béclère-Medaille, Centre Antoine Béclère
- 1975: Mitglied des Order of Canada
- 1975: Ehrendoktorwürde der York University
- 1977: Officer des Order of Canada[4][5]
- 1977: Auszeichnung als erste Frau von der Französischen Radiologischen Gesellschaft[6]
- 1979: Goldmedaille, American Society of Therapeutic Radiology and Oncology
- 1983:  Ehrendoktorwürde der Queen’s University (Kingston)
- 1988: Woman of Distinction Award, Canadian Breast Cancer Foundation
- 2010: posthum Aufnahme in die Canadian Medical Hall of Fame
- 2020: Die Canada Post gab fünf Briefmarken zu Ehren von sechs kanadischen Ärzten und Forschern heraus, deren Entdeckungen Leben gerettet und die Patientenversorgung auf der ganzen Welt revolutioniert haben, zu denen Vera Peters gehörte[7]

## Veröffentlichungen (Auswahl)
- A study of survivals in Hodgkin’s disease treated by irradiation. American Journal Roentgenol. 63, 1950, S. 299.